# Autobusna linija br. 136 u Zagrebu
Linija 136 (Črnomerec – Špansko) dnevna je autobusna linija u Zagrebu.
Prometuje na trasi: Črnomerec – Ilica – Oranice – Kožničev put – Vrapče donje – Ulica Ivane Brilć-Mažuranić – Ulica N. V. Gučetića – Ulica Antuna Šoljana – Špansko - okretište
Povezuje Špansko i Malešnicu s Črnomercem gdje se ostvaruje presjedanje na tramvaj.

## Vanjske poveznice
- Vozni red linije 136

1. ↑  Datoteke u GTFS formatu. zet.hr. Pristupljeno 5. lipnja 2025. - Sadrži informacije tijela javne vlasti u skladu s Otvorenom dozvolom